# Akemi Noda
Akemi Noda (jap. 野田 朱美, Noda Akemi; * 13. Oktober 1969 in Komae) ist eine ehemalige japanische Fußballspielerin.

## Karriere

### Verein
Sie begann ihre Karriere bei Yomiuri-Seiyu Beleza, wo sie von 1982 bis 1994 spielte. Sie trug 1990, 1991, 1992 und 1993 zum Gewinn der Nihon Joshi Soccer League bei. 1995 folgte dann der Wechsel zu Takarazuka Bunnys.

### Nationalmannschaft
Noda absolvierte ihr erstes Länderspiel für die japanischen Nationalmannschaft am 17. Oktober 1984 gegen Italien. Sie wurde in den Kader der Weltmeisterschaft der Frauen 1991, 1995 und Olympischen Sommerspiele 1996 berufen. Insgesamt bestritt sie 76 Länderspiele für Japan.

## Errungene Titel

### Mit Vereinen
- Nihon Joshi Soccer League: 1990, 1991, 1992, 1993

### Persönliche Auszeichnungen
- Nihon Joshi Soccer League Bester Spieler: 1990
- Nihon Joshi Soccer League Torschützenkönig: 1990
- Nihon Joshi Soccer League Best XI: 1989, 1990, 1991, 1993, 1994